# 棚尾神社
棚尾神社（たなおじんじゃ）は、愛知県碧南市弥生町にある神社。いわゆる護国神社である。隣接地にある八柱神社の境外社である。

## 歴史
棚尾招魂社として創建。1931年（昭和6年）に忠魂社に改称。1950年（昭和25年）に棚尾神社に改称した。祭神は、棚尾地区出身の195柱の英霊である。

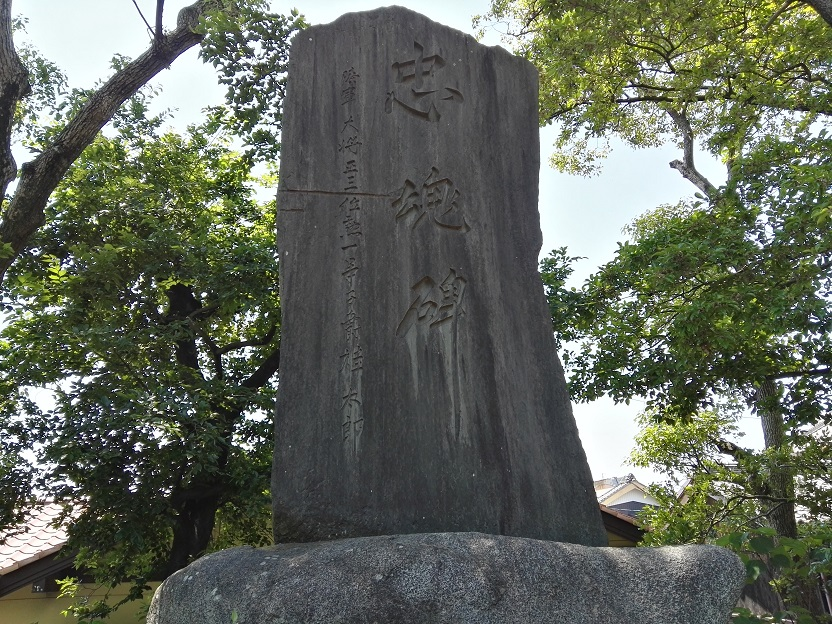
忠魂碑

## 祭事
- 例祭：5月第4日曜日

## 周辺
- 八柱神社
- DCM 碧南店